# Енума Еліш
Енума Еліш (аккад. 𒂊𒉡𒈠𒂊𒇺, трансліт. enûma eliš, дос. «коли вгорі») — месопотамський міф про створення світу, знайдений у 1849 році британським мандрівником Остіном Генрі Лаярдом у вигляді фрагментів у зруйнованій бібліотеці Ашурбаніпала в Ніневії (Мосул, Ірак) і опублікований Джорджем Смітом у 1876 році. Міф розповідає про перемогу бога Мардука над силами хаосу та його верховенство в пантеоні богів. Сучасна назва є інципітом і утворена з першого рядку тексту – «коли вгорі».

## Історія відкриття і подальше дослідження

### Згадки в античних джерелах
Попри втрату оригінального тексту (а саме клинописних табличок на яких був записаний міф), вихід аккадської мови з ужитку і припинення використання міфу в релігійній практиці, його вплив можна простежити навіть після «забуття» пантеону богів на чолі з Мардуком.
Так, вавилонська космогінічна міфологія була відома античним історикам. Фрагменти з Енума Еліш, можна знайти в працях вавилонського історика Бероса, який також був жерцем Баала, якого ототожнюють з богом Мардуком. У своїй «Вавилонській історії», написаній близько III ст. до н. е., він розповідає про міфічну істоту на ім'я Оанн, яка вийшла з Перської затоки та поділилася із жителями Межиріччя давніми знаннями, зокрема і міфом про створення світу, який є скороченим переказом Енума Еліш. Проте сама ця праця не зберіглася, а дійшла до нас у вигляді цитат в працях Євсевія Кесарійського, які той в свою чергу запозичив з робіт Луція Полігістора. Цим можна пояснити значний відхід від оригінального сюжету, через ймовірні правки сучасників. Ба більше, сам Берос тлумачив сюжет Енума Еліш крізь призму тих знань, які він отримав за часи служіння в «Храмі Баала». Зокрема, у версії Бероса із суміші божої крові та землі було створено людей і тварин, коли в оригіналі використовується лише кров і створюються лише люди. До того ж у переказі бог Белус (з крові якого створюють людство; ймовірно Баал) сам відрізає собі голову, коли в оригіналі відбувається вбивство. Досі ще не знайдено жодних джерел, які б містили версію міфу, яку описав Берос.
Інший натяк на Енума Еліш знаходимо у античного філософа Дамаскія. У своїй роботі «Щодо основних принципів», розповідаючи про віровчення варварських народів, він зазначає: «Серед варварів вавилоняни, схоже, не підтримують єдиний початок всього, а вважають, що спочатку існували двоє – Тауте і Апасона, причому останнього представляють як чоловіка першою, а її називають матір'ю богів; від них народився єдинорідний син Моїміс [...]». Під Тауте і Апасоном маються на увазі Тіамат та Апсу, а Моїміс – ймовірне неправильне написання імені Мумму. Безсумнівно, що Дамаскій міг особисто почути цей міф від вавилонян.

### Першовідкриття оригінального тексту
Усе змінилося, коли в 1849 році британський археолог Остін Лаярд знайшов першу частину бібліотеки Ашшурбаніпала, а в 1853 році, іракський ассиролог і мандрівник Ормуз Рассам знайшов другу частину втраченої бібліотеки, недалеко від місця, де були проведені розкопки 1853 року. 

## Короткий опис
Енума Еліш має близько 1000 рядків і написана давньовавилонською мовою на сімох глиняних табличках, кожна з яких містить від 115 до 170 рядків тексту. Більшу частину тексту на табличці V було неможливо реставрувати, але, незважаючи на цю прогалину, текст майже завершений. Дублікат таблички V був знайдений у Султантепі — стародавня Гузіріна, розташована неподалік від сучасного міста Шанлиурфа в Туреччині.
Цей епос є одним з найважливіших джерел для розуміння світогляду вавилонян та їхніх космогонічних уявлень: панування Мардука і створення людства для служби богам. Її основна первісна мета не виклад теології або теогонії, але уславлення Мардука, головного бога Вавилона.
Енума Еліш існувала в різних копіях у Вавилоні та Ассирії. Версія з бібліотеки Ашурбаніпала датується 7 століттям до нашої ери. Цей текст, ймовірно, походить з часу Хаммурапі або, можливо ранньої епохи касситів (приблизно 16 вісімнадцятого століття до н. е.), хоча деякі вчені схиляються до пізнішої дати — десь близько 1100 року до н. е.
Вчені вважають, що таблички використовувались як «ритуал», тобто вони читалися під час церемонії чи свята. В наш час[коли?] відомо що це святкування — фестиваль Акіту, або Вавилонський Новий рік. У ньому говориться про створення світу, і перемогу Мардука над Тіамат та те, як він стає царем богів. Потім слідує звернення до Мардука з його п'ятдесятьма іменами.

### Табличка 1
Вступна частина, що означає «коли на висоті» є інципітом. Перша пластина починається:
| e-nu-ma e-liš la na-bu-ú šá-ma-mu            | Коли небо вгорі не мало назви                         |
| šap-liš am-ma-tum šu-ma la zak-rat           | І земля внизу ще не мала імені                        |
| ZU.AB-ma reš-tu-ú za-ru-šu-un                | І первісний Апсу, який породив їх,                    |
| mu-um-mu ti-amat mu-al-li-da-at gim-ri-šú-un | І хаос, Тіамат, мати їх обох,                         |
| A.MEŠ-šú-nu iš-te-niš i-ḫi-qu-ú-ma           | Їх води змішалися разом,                              |
| gi-pa-ra la ki-is-su-ru su-sa-a la she-'u-ú  | І рівнина була ще несформована, болота не було видно; |
| e-nu-ma dingir dingir la šu-pu-u ma-na-ma    | Коли богів ще не було викликано до життя.             |

Епос називає імена двох первинних богів: Апсу (або Абзу) і Тіамат. Далі були створені деякі інші боги (Ea і його брати), які проживали у величезному тілі Тіамат. Вони роблять так багато шуму та галасу, що це дратує Тіамат і Апсу. Апсу хоче вбити молодих богів, але Тіамат не згодна. Мудрий Мумму погоджується з планом Апсу про їхнє знищення. Тіамат, щоб уникнути знищення цих молодих богів, попереджає Еа (Nudimmud), наймогутнішого з богів. Еа використовує магію, щоб ввести Апсу у кому, а потім убиває його, і ув'язнює Мумму. Еа стає головним богом, і разом зі своєю дружиною Дамкіною, створюють сина Мардука, ще могутнішого ніж він сам. Мардуку підкоряється вітер, і він використовує вітер, щоб насилати пилові бурі і смерчі. Ці смерчі пробуджують велике тіло Тіамат і боги, які все ще проживають у ній, не можуть спати.
Боги скаржаться Тіамат на гармидер і дорікають їй, що вона нічого не зробила, коли вбивали її чоловіка. Тіамат запропонувала створити чудовиськ, які б билися поруч з іншими богами. Вона створює одинадцять химерних створінь і ставить Кінгу їхнім очільником. Вона дарує йому таблиці долі, що робить його командування абсолютним.

### Табличка 2
Еа довідався про план Тіамат помститися за Апсу. Він радиться зі своїм дідом Аншаром, каже йому, що на бік Тіамат стало багато богів, і вона створила одинадцять чудовиськ, поставила Кінгу на чолі й дала йому таблиці долі. Аншар збентежений і посилає Ану поговорити з Тіамат, може йому пощастить її вблагати, але той занадто слабкий і повертає назад. Аншара це стривожило ще більше, бо ніхто з богів не наважується піти проти Тіамат.
Подумавши, Аншар пропонує Мардука. Коли Мардука викликали, він цікавиться, з ким із богів треба битися, на що Аншар відповідає, що це не бог, а сама Тіамат. Мардук запевняє богів, що він легко впорається з Тіамат, але вимагає у разі успіху проголошення верховним богом, вищим за Аншара.

### Табличка 3
Аншар питає поради в Гоги, й той радить поговорити з Лахму й Лахаму, розповісти про план Тіамат і про одинадцять чудовиськ, яких вона створила, й про готовність Мардука до бою, й про його вимогу верховенства у разі перемоги. Лахму, Лахаму й інших небесних богів ця розповідь засмутила. Боги випивають, їх схиляє на  сон, і вони згоджуються на угоду з Мардуком.

### Табличка 4
Мардуку віддають трон — він головує над богами — боги вшановують його й визнають його верховенство.
Крім трону Мардуку дали ще скіпетр і шати. Дали йому зброю й послали на бій із Тіамат — лук, сагайдак, булаву й блискавки, разом із чотирма вітрами — його тіло палало.
З чотирьох вітрів Мардук спорудив пастку, щоб Тіамат не могла втекти — він додав вихор, циклон і злий вітер Імхуллу — усього Тіамат обдували сім вітрів. Колісницю Мардука тягнули чотири істоти. Він звинуватив Тіамат у тому, що вона несправедливо зробила Кінгу своїм коханцем, що вона сама створила негаразди. Тіамат розлютилася, й почався бій.
Мардук використав сіть, подарунок Ану, й сплутав Тіамат; Тіамат спробувала його проковтнути, але злий вітер влетів їй у рот і завадив цьому. Вітри бушували в ній, і її роздуло. Тоді Мардук вистрілив їй у серце — й убив її. Інші боги спробували втекти, але не змогли — Мардук зловив їх, зламав зброю й сплутав сіттю. Одинадцять чудовиськ теж потрапили в сіть й були заковані; Кінгу забрали до ангела смерті, а таблиці долі Мардук у нього відібрав. Тоді Мардук розбив голову Тіамат булавою, і її кров поніс північний вітер.
Тоді Мардук розділив тіло Тіамат навпіл — з одної половини зробив небо, де створив місце для Ану, Енліль та Еа.

### Табличка 5
Мардук створив подобу богів на небі, сформувавши сузір'я, й визначив дні року для них. Він створив день і ніч, а також місяць. Він створив хмари, щоб був дощ, і води Тигру і Євфрату. Таблиці долі він віддав Ану.
Було виготовлено статуї одинадцяти чудовиськ Тіамат і поміщено біля воріт Апсу.

### Табличка 6
Мардук звернувся до Еа й сказав, що створить із крові людину, і люди служитимуть богам. Еа порадив використати для жертви одного з богів —  небесні боги запропонували використати Кінгу, тож людину створили з його крові.

Тоді Мардук розділив богів на верхніх та нижніх — три сотні він помістив на небо, а шість сотень на землю. Боги запропонували збудувати для нього трон або храм. Мардук звелів їм звести Вавилон. Цілий рік боги робили цеглини й побудували Есагілу великої висоти й зробили її місцем Мардука, Еа та Енліля.
Влаштували учту, в якій взяли участь 50 великих богів. Ану хвалив лук Енліля, тоді всі прославляли Мардука.
Наведено перші дев'ять імен і титулів Мардука.

### Табличка 7
Наведено ще 50 імен та титулів Мардука.